# Voltago Agordino
Voltago Agordino (Oltach en ladin) est une commune italienne de la province de Belluno, dans la région Vénétie.

## Administration
| Période                                  | Période  | Identité     | Étiquette    | Qualité |
| ---------------------------------------- | -------- | ------------ | ------------ | ------- |
| 25 mai 2014                              | en cours | Bruno Zanvit | Lista Civica |         |
| Les données manquantes sont à compléter. |          |              |              |         |

### Communes limitrophes
Agordo, Gosaldo, Rivamonte Agordino, Taibon Agordino, Tonadico